# Protandrena durangoensis
Protandrena durangoensis är en biart som beskrevs av Timberlake 1976. Protandrena durangoensis ingår i släktet Protandrena och familjen grävbin. Inga underarter finns listade i Catalogue of Life.